# Aïn Ben Beida
Aïn Ben Beida (în arabă عين بن بيضاء) este o comună din provincia Guelma, Algeria.
Populația comunei este de 9.492 de locuitori (2008).